# London Philharmonic Orchestra
Das London Philharmonic Orchestra (häufig mit LPO abgekürzt) ist in London beheimatet und eines der bedeutendsten Orchester im Vereinigten Königreich. Der Stamm-Konzertsaal ist die Royal Festival Hall.

## Geschichte
Das Orchester wurde 1932 von Sir Thomas Beecham gegründet und spielte am 7. Oktober desselben Jahres sein erstes Konzert. Bereits 1932 wurde es auch selbstverwaltend, d. h. Mitglieder des Orchesters entscheiden selbst über organisatorische Angelegenheiten.

## Dirigenten
Zu den späteren Ersten Dirigenten des Orchesters zählen Eduard van Beinum (1948–50), Adrian Boult (1950–57), William Steinberg (1958–60), John Pritchard (1957–67), Bernard Haitink (1967–79), Georg Solti (1979–83), Klaus Tennstedt (1983–87) und Franz Welser-Möst (1990–96). Im Jahr 2000 übernahm Kurt Masur diese Funktion. Von 2007 bis 2021 war Wladimir Jurowski Chefdirigent des LPO, 2021 folgte Edward Gardner.

## Film- und Populärmusik
Neben zahlreichen Konzerten mit klassischer Musik nahm das LPO auch die Soundtracks für diverse Filme auf, so für Lawrence von Arabien, Philadelphia und Der Herr der Ringe: Die Gefährten; weiterhin auch den Soundtrack des Videospiels Xenosaga. Gelegentlich ist das Orchester auch in Aufnahmen mit Popularmusik zu hören, etwa auf Chick Coreas Album Corea Concerto oder auf Once und Dark Passion Play von Nightwish. In der Mitte der 1990er Jahre brachte das LPO sogar ein der englischen Rockband Led Zeppelin gewidmetes Album heraus, das Coverversionen enthält, einschließlich einer Wiedergabe von Kashmir. 2002 spielte das Orchester den Soundtrack zum PS2 Spiel The Getaway ein. 2003 wurde das LPO außerdem zur Entwicklung der Titelmelodie des Videospiels Tomb Raider – The Angel of Darkness eingesetzt.
Weitere Orchester mit Sitz in London sind das London Symphony Orchestra, das Royal Philharmonic Orchestra, das English Chamber Orchestra, das Philharmonia Orchestra, das BBC Symphony Orchestra sowie das Orchestra of the Age of Enlightenment.